# Holger Geschwindner

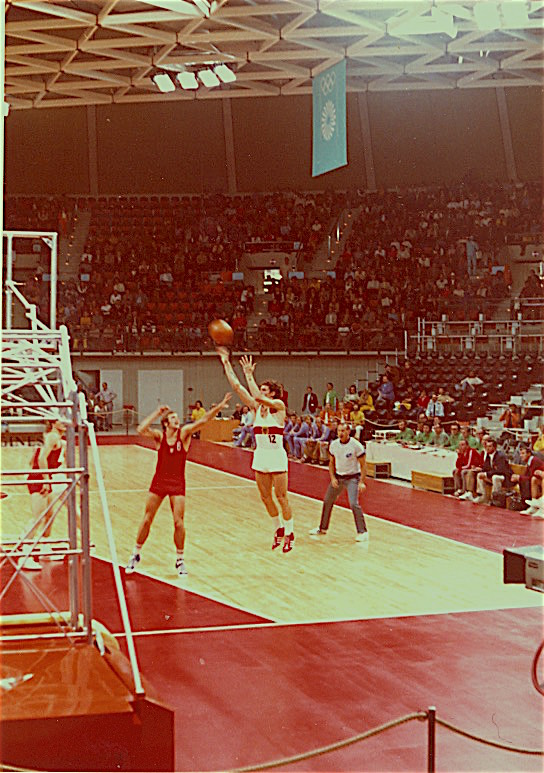
Olympische Spiele 1972, Holger Geschwindner im Spiel Deutschland – Polen 67:65

Holger Geschwindner (* 9. Dezember 1945 in Bad Nauheim) ist ein ehemaliger deutscher Basketballspieler. Er ist bekannt als langjähriger persönlicher Trainer und Mentor von Dirk Nowitzki.

## Ausbildung
Geschwindner wuchs im hessischen Laubach auf, wo er das Graf-Friedrich-Magnus-Alumnat besuchte. Die Schule wurde von Theo Clausen geleitet, dem ersten Bundestrainer des Deutschen Basketball-Bundes, der das Internat als frühes Förderzentrum für den Basketball-Nachwuchs betrieb. Nach seinem Abitur studierte Geschwindner in Gießen, München und Marburg von 1967 bis 1972 Mathematik und Physik. Er arbeitete im Rechenzentrum des Münchener Max-Planck-Instituts für Psychiatrie und im Rechenzentrum Bamberg und machte sich später selbständig. Als Selbständiger arbeitete er in verschiedenen Ländern (u. a. Japan und Australien) an EDV-Projekten mit und finanzierte somit seine Reiseleidenschaft.

## Karriere als Spieler
Geschwindner war in den 1960er und 1970er Jahren deutscher Basketballnationalspieler. 1972 nahm er an den Olympischen Spielen in München und 1971 an den FIBA-Europameisterschaften in Essen und Böblingen teil, jeweils unter Bundestrainer Theodor Schober. 1972 in München war Geschwindner, damals 26 Jahre alt, Kapitän der Nationalmannschaft des Deutschen Basketball Bundes (DBB). Er kam in allen neun Spielen des olympischen Basketballturniers zum Einsatz und erzielte insgesamt 123 Punkte, bei 29 gegen ihn gepfiffenen Fouls. Geschwindner war 1972 in München, nach Norbert Thimm, zweitbester Werfer der deutschen Basketballnationalmannschaft.
Im Sommer 1969 hatte er bereits mit der DBB-Nationalmannschaft an der Qualifikation zur Europameisterschaft in Saloniki / Griechenland, unter Bundestrainer Miloslav Kříž, teilgenommen, nachdem er im Oktober 1968 vom Bundestrainerrat des DBB, unter Vorsitz des damaligen Vize-Präsidenten des DBB Anton Kartak, in der Funktion des DBB-Sportwartes, in den fünfzigköpfigen Olympiakader für das Basketballturnier der Olympischen Sommerspiele 1972 in München berufen wurde.
Holger Geschwindner war mit einer Körpergröße von 1,92 m ein sehr athletischer, beweglicher, sprungstarker Bundesliga-Spieler. Geprägt war der Basketballer durch die hessische Basketballschule, die sich sehr stark an der typischen US-amerikanischen Spielweise orientierte. Holger Geschwindner war ein wurfstarker, vielseitiger Spieler, der in der Regel als Point Guard, neben dem Spielmacher, eingesetzt wurde. Ihn zeichnete eine unkonventionelle Spielweise aus, die dann sehr häufig erfolgreich in überraschende Aktionen mündete. Er galt als Individualist. Sein Gießener Mitspieler, der US-Amerikaner Ernest Butler sagte später über Geschwindner: „Holger musste alles nur einmal sehen und beherrschte es. Er war ein Genie.“
Seine größten sportlichen Erfolge erzielte er als leistungsstarker Spieler des MTV Gießen, mit dem er 1965, 1967 und 1968 Deutscher Meister und 1969 Deutscher Pokalsieger des DBB wurde.
Die fünf Endspiele des MTV Gießen gegen die Basketball-Meistermannschaft des VfL Osnabrück, 1969 gewann der VfL in Gießen das Endspiel um die Deutsche Meisterschaft, gelten als Klassiker der deutschen Basketballgeschichte. Zwei dieser legendären Endspiele gewann der MTV jeweils nur mit einem einzigen Punkt Vorsprung.
Nach seiner Zeit in Gießen spielte Geschwindner erfolgreich für Bundesligateams in München, Bamberg, Göttingen – mit dem er 1980 erneut deutscher Meister wurde – und Köln. Seine Karriere als Basketballspieler beendete er im Alter von 47 Jahren in der Regionalliga bei der DJK Eggolsheim als Spielertrainer. Er ist, zusammen mit Rainer Tobien, einer von zwei ehemaligen Bundesligaspielern, die mehr als 600 Bundesligaspiele (1. und 2. Liga) gespielt haben.
Im Oktober 2023 wurde Geschwindner vom Hessischen Basketball-Verband mit der Theo-Clausen-Medaille ausgezeichnet.

## Zusammenarbeit mit Dirk Nowitzki
Holger Geschwindner war danach lange Zeit auch für den Bundesligisten DJK S. Oliver Würzburg in verschiedenen Positionen tätig (als Individualtrainer und Berater sowie auch kurze Zeit als Cheftrainer).
Geschwindner war Förderer und Mentor des aus Würzburg stammenden deutschen Basketballnationalspielers und NBA-Superstars Dirk Nowitzki. Entdeckt habe er ihn jedoch nicht, so Geschwindner. Vor einem Spiel mit seiner Altherrenmannschaft sah Geschwindner den jugendlichen Nowitzki bei einem Jugendspiel: „Da sprang so ein langer Dünner herum. (…) Der machte witzigerweise alles, was ein guter Basketballspieler können muss, ziemlich richtig, hatte aber keine technischen Werkzeuge. (…) Dann habe ich ihn gefragt: ‚Ja, wer bringt Dir denn die Sportart bei?‘“ „Niemand“, habe Nowitzki geantwortet. „Wenn Du willst, können wir es ja mal probieren“, bot Geschwindner dem Jugendlichen an. Er war seit 1995 als Berater, Individualtrainer oder Coach für Nowitzki tätig. Schon nach wenigen Trainingseinheiten erklärte er Nowitzkis Eltern: „Wenn er (...) einer der weltbesten Spieler werden soll, müssen wir systematisch trainieren. Und zwar ab morgen.“ Geschwindner setzte in der Arbeit mit Nowitzki teils auf unkonventionelle Methoden und erdachte gemeinsam mit seinem Schützling genau an die Anforderungen angepasste Übungen (zum Beispiel „Leiern“, „Hasenhüpfer über die Freiwurfecke“). Dass sich Nowitzki von seiner Methode überzeugen ließ, führte Geschwindner insbesondere darauf zurück, dass sich Nowitzki durch die Übungen schnell verbesserte. Nowitzki sagte im Oktober 2019 rückblickend, Geschwindner habe in der Trainingsgestaltung „schon immer einen schrägen Ansatz“ gehabt und „immer versucht, es interessant zu halten“. Bereits als Jugendlicher habe er in den Übungseinheiten gemerkt: „Das bringt was, was der Typ da erzählt“, so Nowitzki. Auch in den Vereinigten Staaten wurden Geschwindner und Nowitzki zunächst für die ungewöhnlichen Übungsmethoden belächelt: „Man nannte es Unfug. Also gaben wir unseren Räumen, in denen wir arbeiten, den Namen: Institut für angewandten Unfug“, so Geschwindner.
Geschwindner begründete den „eigenen Weg“, den er mit Nowitzki in der Vermittlung von Basketballfertigkeiten ging, und die Abkehr von der Basketball-Fachliteratur damit, dass man „im günstigsten Fall nur zweiter Sieger geworden“ wäre, selbst wenn man die entsprechenden Bücher „mit tollwütigem Fleiß durchgeackert“ hätte. Da er weder eine Sportlehrer- noch eine Trainerausbildung durchlief, habe er unter anderem seine physikalischen Kenntnisse in die Arbeit eingebracht und auch theoretische Überlegungen angestellt, um sich auf die Suche nach dem idealen Wurf zu begeben. Geschwindner bezog unter anderem Größen wie die Ballgröße, den Ringdurchmesser, die Ringhöhe, den Luftwiderstand sowie die Geschwindigkeit des Balls in seine Überlegungen ein. Man habe versucht, sich „durch die dreigliedrige Armbewegung die Bewegung anzueignen, die am fehlertolerantesten ist“, beschrieb er seine Arbeit. „Um sicherzugehen, dass das nicht ganz falsch ist, habe ich damals auf dem Roboter das mal programmiert, (und dann) haben wir mal einen Roboter werfen lassen mit der Dreiarmtechnik. (…) Der Dirk hat sich das angeeignet, und er lebt ja davon. Er hat ja auch ein paar Schüsse erfunden, die es vorher nicht gab, weil er riskantere Würfe nehmen kann, weil er mehr Fehler machen darf“, so Geschwindner im Dezember 2015.

### Weitere Basketballtätigkeiten
Er hat außer Nowitzki weitere spätere deutsche Nationalspieler wie Robert Garrett, Demond Greene und Marvin Willoughby (jeweils in Würzburg) sowie weitere Spieler wie Edwin Ofori-Attah, Moritz Sanders, Brandon Tischler, Nicholas Tischler, Fredrick Kleemichen und Boniface N’dong gefördert. In der Ausbildung junger Spieler setzte Geschwindner auf den Spieltrieb, Freiwilligkeit und den inneren Antrieb der Talente, das Zulassen von Fehlern („Fehler sind das Salz in der Suppe. Durch Fehler lernt man mehr als durch den permanenten Erfolg. Wie sonst sollte man auch seine eigenen Grenzen erproben können?“) und die Vermittlung entwicklungsgemäßer Inhalte („Es ist entscheidend, den Jungs nur Werkzeuge an die Hand zu geben, die zu ihrem persönlichen Entwicklungsstand passen“). Er baute in seine Trainingslager zudem musikalische Elemente und andere Sportarten, unter anderem Rudern (Geschwindner: „Beim Rudern lernen die Burschen, sich aufeinander zu verlassen und ihre Bewegungen für das Team zu takten und zu harmonisieren“) und Tanz ein.
In der Saison 2005/06 betreute Geschwindner im Trainergespann mit seinem früheren Schützling Nicolas Wucherer die Mannschaft des USC Mainfranken in der 2. Basketball-Bundesliga. Betrieben wurde die Mannschaft vom Talentförderprogramm „player development program“ (pdp), zu dessen Gründungsmitgliedern neben Wucherer und Geschwindner auch Nowitzki zählte. Die Mannschaft war angetreten, um junge Spieler zu fördern, doch das Vorhaben schlug fehl, es folgte der Abstieg, die Zeitung „Main-Post“ schrieb von einem „Zweitliga-Desaster“.
Ab 2016 unterstützte Geschwindner den Nürnberg Falcons BC in der Breiten- und Leistungssportförderung, arbeitete in Nürnberg mit dem ebenfalls als Talentförderer bekannten Ralph Junge zusammen. 2021 trainierte der Franzose Victor Wembanyama während der Sommerpause rund eine Woche lang mit Geschwindner.

## Strafverfahren wegen Steuerhinterziehung
Im Juli 2005 wurde Geschwindner im Zuge von Ermittlungen wegen Steuerhinterziehung in Untersuchungshaft genommen. Nowitzki stellte mit Hilfe seines US-amerikanischen Arbeitgebers eine Kaution in Höhe von 15 Millionen Euro, worauf Geschwindner nach viereinhalb Wochen Haft frei kam und eine Steuernachzahlung von fünf Millionen Euro leistete. Im anschließenden Strafverfahren bekannte er sich vollumfänglich schuldig und wurde im Oktober 2006 vom Amtsgericht Hof (Saale) zu einer zur Bewährung ausgesetzten einjährigen Freiheitsstrafe und einer Zahlung von 50 000 Euro an gemeinnützige Organisationen verurteilt. Das Gericht ging von rund drei Millionen Euro hinterzogener Einkommens-, Umsatz- und Gewerbesteuer aus, die im Zusammenhang mit Beteiligungen an Einkünften Nowitzkis standen.

## Veröffentlichung
- Nowitzki: Die Geschichte. Murmann, Hamburg 2012, ISBN 978-3-86774-212-2